# Бутроинци
Бутроинци е село в Западна България. То се намира в община Трън, област Перник. Старото име на селото е Бутрунидже (Бутроница), като в някои стари извори се срещат наименованията Бутронинци, Бутреинче и Бутренинче. Според изследователите името на селото произлиза от думата бутроя – която означава „дебел и мързелив човек“, производна на думата бутор – пън, дънер.

## География
Село Бутроинци се намира в планински район.
Разделено е на далеч отстоящи една от друга махали: Бачиище, Скачкова махала, Тасини, Бежанци, Грамашница, Катранджии, Зарини, Кирини, Йоцини, Бошкови и Младенови. В близост до селото се намира село Филиповци.

## История
В османски регистри селото е записвано като: Бутрунидже (Бутроница) в 1453 г., Петреиниче (Бутроинци) в 1576 г.; Бутронинци в 1451 г.; Бутреиниче, Бутроиниче в 1576 г.; Бутроинци в 1878 г.
В съкратен регистър на Пиротския кадилък от 1530 година Бутроинче е отбелязано като село с 12 домакинства, 4 неженени жители и една  вдовица. Други 6 домакинства са войнушки, част от джемаата на Драйко, син на Радошин от село Секириче.

## Редовни събития
Селото празнува Илинден на 2 август.